# غندمان
غندمان (بالفارسية: گندمان) هي مدينة تقع في إيران في ناحية غندمان. يقدر عدد سكانها بـ 5,578 نسمة .